# 後藤正男
後藤 正男（ごとう まさお、1951年 - ）は、日本の工学者。東京工科大学教授。博士（工学）。

## 経歴
1951年生まれ。北海道大学理学部化学第二学科卒業後、NOK株式会社に入社する。1991年に東京大学にて博士（工学）を取得。2001年より同大学客員研究員となる。2002年に東京工科大学非常勤講師、2003年に産業技術総合研究所客員研究員を歴任。2010年現在、東京工科大学応用生物学部教授。カーボンナノチューブによる血糖値計測バイオセンサー、重金属イオン検出バイオセンサーなどの研究を行っている。専門分野は、バイオセンサー、医用生体工学、生体材料学、マイクロ・ナノデバイスなど。

## 略歴
- 1975年 北海道大学理学部化学第二学科卒業。NOK株式会社勤務
- 1991年 博士（工学）取得（東京大学、医用生体工学・生体材料学）
- 2001年 東京大学客員研究員
- 2002年 東京工科大学非常勤講師
- 2003年 産業技術総合研究所客員研究員

## 著書
- 『スーパーパワー酵素の驚異 : ここにも酵素、あれも酵素』(共著)、講談社、1993年6月、ISBN 978-4061329706